# تی‌جی‌تی
تی‌جی‌تی (انگلیسی: TGT) شرکت خدمات نفتی اماراتی است، که در سال ۱۹۹۸ تأسیس شد.